# Tweede divisie 1966/67
Het seizoen 1966/67 was het elfde seizoen in het bestaan van de Nederlandse Tweede divisie. Haarlem werd kampioen en promoveerde samen met FC VVV naar de Eerste divisie. In navolging van een nacompetitie tussen de nummers 3, 4 en 5 werd HVC winnaar en promoveerde als derde club naar de Eerste divisie.

## Reguliere competitie

### Deelnemende teams
| Club                | Plaats           | Accommodatie           | Capaciteit | Trainer                     |
| ------------------- | ---------------- | ---------------------- | ---------- | --------------------------- |
| AGOVV               | Apeldoorn        | Berg & Bos             | 20.000     | Keith Spurgeon              |
| Baronie             | Breda            | De Blauwe Kei          | 12.000     | George Knobel               |
| EDO                 | Haarlem          | Noordersportpark       | 10.000     | Robert Klijn                |
| Excelsior           | Rotterdam        | Woudestein             | 11.000     | Rinus Smits                 |
| Fortuna Vlaardingen | Vlaardingen      | Floreslaan             | 12.000     | Lászlo Zalai                |
| Gooiland            | Hilversum        | Gemeentelijk Sportpark | 16.000     | Ko Stijger                  |
| Haarlem             | Haarlem          | Jan Gijzenkade         | 13.000     | Piet Peeman                 |
| Heerenveen          | Heerenveen       | Gemeentelijk Sportpark | 12.000     | Ron Groenewoud              |
| Helmondia '55       | Helmond          | De Braak               | 12.000     | Joep Brandes                |
| Hermes DVS          | Schiedam         | Harga                  | 16.000     | Hugo van de Moer            |
| Hilversum           | Hilversum        | Gemeentelijk Sportpark | 16.000     | Wim Vaal                    |
| HVC                 | Amersfoort       | Birkhoven              | 10.000     | Hans Croon                  |
| Limburgia           | Brunssum         | Venweg                 | 15.500     | Charles Siezenis            |
| NOAD                | Tilburg          | Gemeentelijk Sportpark | 20.000     | Maarten Vink                |
| PEC                 | Zwolle           | De Vrolijkheid         | 10.000     | Jan van Asten               |
| Roda JC             | Kerkrade         | Kaalheide              | 20.000     | Adam Fischer                |
| Tubantia            | Hengelo          | Veldwijk               | 30.000     | Wim de Bois                 |
| Veendam             | Veendam          | De Langeleegte         | 13.000     | Evert Mur                   |
| FC VVV              | Venlo            | De Kraal               | 17.500     | Jean Janssen                |
| Wageningen          | Wageningen       | Wageningse Berg        | 16.000     | Bas Paauwe sr.              |
| Wilhelmina          | 's-Hertogenbosch | De Wolfsdonken         | 6.000      | Louis Frans                 |
| ZFC                 | Zaandam          | Westzanerdijk          | 10.000     | Meg de Jongh                |
| Zwolsche Boys       | Zwolle           | Gemeentelijk Sportpark | 15.000     | Cor Sluijk Jan Borst (a.i.) |

### Eindstand
| pos | club                | gs | w  | g  | v  | pnt | dv | dt  | ds   |
| --- | ------------------- | -- | -- | -- | -- | --- | -- | --- | ---- |
| 1.  | Haarlem             | 44 | 27 | 9  | 8  | 63  | 94 | 36  | 58   |
| 2.  | FC VVV              | 44 | 22 | 15 | 7  | 59  | 79 | 41  | 38   |
| 3.  | HVC                 | 44 | 22 | 14 | 8  | 58  | 79 | 45  | 34   |
| 4.  | Roda JC             | 44 | 22 | 14 | 8  | 58  | 72 | 39  | 33   |
| 5.  | Veendam             | 44 | 24 | 10 | 10 | 58  | 72 | 48  | 24   |
| 6.  | Fortuna Vlaardingen | 44 | 19 | 17 | 8  | 55  | 66 | 37  | 29   |
| 7.  | Wageningen          | 44 | 21 | 11 | 12 | 53  | 67 | 46  | 21   |
| 8.  | PEC                 | 44 | 23 | 6  | 15 | 52  | 82 | 68  | 14   |
| 9.  | Excelsior           | 44 | 21 | 9  | 14 | 51  | 69 | 53  | 16   |
| 10. | Limburgia           | 44 | 18 | 15 | 11 | 51  | 64 | 51  | 13   |
| 11. | NOAD                | 44 | 21 | 9  | 14 | 51  | 66 | 59  | 7    |
| 12. | Baronie             | 44 | 21 | 7  | 16 | 49  | 77 | 64  | 13   |
| 13. | ZFC                 | 44 | 17 | 10 | 17 | 44  | 51 | 52  | -1   |
| 14. | Helmondia '55       | 44 | 14 | 14 | 16 | 42  | 56 | 53  | 3    |
| 15. | Hermes DVS          | 44 | 13 | 12 | 19 | 38  | 63 | 65  | -2   |
| 16. | SC Gooiland         | 44 | 10 | 18 | 16 | 38  | 42 | 50  | -8   |
| 17. | Wilhelmina          | 44 | 12 | 13 | 19 | 37  | 67 | 86  | -19  |
| 18. | Hilversum           | 44 | 14 | 5  | 25 | 33  | 45 | 72  | -27  |
| 19. | Heerenveen          | 44 | 12 | 7  | 25 | 31  | 47 | 92  | -45  |
| 20. | EDO                 | 44 | 11 | 8  | 25 | 30  | 56 | 75  | -19  |
| 21. | AGOVV               | 44 | 13 | 4  | 27 | 30  | 58 | 84  | -26  |
| 22. | Tubantia            | 44 | 10 | 5  | 29 | 25  | 54 | 109 | -55  |
| 23. | Zwolsche Boys       | 44 | 1  | 4  | 39 | 6   | 28 | 129 | -101 |

### Legenda
| Kleur | Kwalificatie voor                                 |
| ----- | ------------------------------------------------- |
|       | Promotie naar de Eerste divisie                   |
|       | Nacompetitie voor promotie naar de Eerste divisie |

### Uitslagen
|                     | AGO   | BAR   | EDO   | EXC   | FVL   | GOO   | HFC   | HEE   | H55   | DVS   | HIL   | HVC   | LIM   | NOA   | PEC   | RJC   | TUB   | VEE   | VVV   | WAG   | WLM   | ZFC   | ZBO   |
| ------------------- | ----- | ----- | ----- | ----- | ----- | ----- | ----- | ----- | ----- | ----- | ----- | ----- | ----- | ----- | ----- | ----- | ----- | ----- | ----- | ----- | ----- | ----- | ----- |
| AGOVV               |       | 0 – 6 | 4 – 2 | 1 – 0 | 2 – 3 | 2 – 1 | 0 – 0 | 2 – 3 | 1 – 1 | 7 – 0 | 3 – 1 | 0 – 1 | 0 – 2 | 0 – 1 | 0 – 2 | 2 – 0 | 2 – 2 | 1 – 3 | 3 – 2 | 1 – 1 | 1 – 3 | 0 – 2 | 3 – 2 |
| Baronie             | 3 – 1 |       | 4 – 2 | 3 – 1 | 1 – 1 | 2 – 2 | 0 – 1 | 1 – 0 | 2 – 1 | 0 – 2 | 4 – 3 | 1 – 1 | 0 – 0 | 8 – 1 | 1 – 2 | 2 – 1 | 3 – 0 | 4 – 0 | 1 – 0 | 0 – 1 | 2 – 0 | 0 – 0 | 4 – 2 |
| EDO                 | 0 – 2 | 1 – 1 |       | 1 – 0 | 0 – 1 | 0 – 0 | 1 – 3 | 1 – 1 | 0 – 0 | 1 – 0 | 0 – 0 | 2 – 2 | 1 – 3 | 1 – 2 | 0 – 3 | 0 – 1 | 3 – 0 | 4 – 0 | 0 – 0 | 2 – 0 | 2 – 1 | 2 – 2 | 9 – 0 |
| Excelsior           | 0 – 2 | 4 – 1 | 2 – 1 |       | 1 – 1 | 2 – 1 | 1 – 1 | 4 – 1 | 1 – 1 | 3 – 2 | 2 – 1 | 3 – 0 | 0 – 0 | 1 – 0 | 4 – 3 | 1 – 1 | 2 – 1 | 4 – 1 | 1 – 1 | 1 – 0 | 1 – 1 | 1 – 0 | 3 – 1 |
| Fortuna Vlaardingen | 3 – 1 | 3 – 1 | 1 – 0 | 3 – 1 |       | 0 – 0 | 2 – 2 | 4 – 0 | 1 – 1 | 0 – 1 | 1 – 0 | 1 – 1 | 0 – 1 | 4 – 0 | 3 – 0 | 1 – 1 | 2 – 0 | 3 – 1 | 1 – 1 | 0 – 0 | 4 – 2 | 4 – 0 | 4 – 0 |
| SC Gooiland         | 2 – 1 | 1 – 2 | 2 – 0 | 0 – 1 | 0 – 0 |       | 1 – 2 | 1 – 0 | 1 – 1 | 2 – 2 | 0 – 0 | 0 – 0 | 5 – 0 | 2 – 3 | 3 – 0 | 1 – 0 | 0 – 0 | 1 – 1 | 0 – 2 | 1 – 0 | 0 – 0 | 1 – 1 | 4 – 2 |
| Haarlem             | 1 – 0 | 3 – 0 | 4 – 0 | 1 – 2 | 2 – 0 | 2 – 2 |       | 4 – 0 | 2 – 4 | 2 – 0 | 2 – 0 | 2 – 0 | 0 – 1 | 5 – 1 | 3 – 0 | 4 – 1 | 4 – 1 | 0 – 1 | 0 – 0 | 1 – 0 | 5 – 1 | 2 – 0 | 4 – 1 |
| Heerenveen          | 1 – 0 | 0 – 3 | 2 – 4 | 2 – 3 | 0 – 1 | 2 – 2 | 1 – 0 |       | 2 – 0 | 2 – 1 | 1 – 0 | 0 – 1 | 2 – 2 | 0 – 1 | 3 – 4 | 1 – 1 | 1 – 1 | 0 – 2 | 0 – 3 | 2 – 1 | 2 – 2 | 0 – 2 | 2 – 1 |
| Helmondia '55       | 4 – 1 | 3 – 1 | 1 – 2 | 2 – 0 | 0 – 1 | 0 – 0 | 2 – 4 | 5 – 0 |       | 1 – 0 | 0 – 1 | 0 – 0 | 1 – 1 | 1 – 2 | 1 – 1 | 1 – 0 | 6 – 1 | 0 – 0 | 0 – 0 | 1 – 1 | 1 – 2 | 4 – 0 | 2 – 1 |
| Hermes DVS          | 6 – 1 | 3 – 0 | 2 – 3 | 4 – 1 | 3 – 0 | 0 – 0 | 2 – 2 | 0 – 1 | 1 – 0 |       | 2 – 2 | 1 – 1 | 1 – 1 | 1 – 2 | 2 – 1 | 4 – 1 | 2 – 1 | 0 – 3 | 2 – 3 | 0 – 0 | 2 – 2 | 1 – 0 | 7 – 1 |
| Hilversum           | 1 – 0 | 3 – 1 | 3 – 1 | 2 – 1 | 1 – 0 | 2 – 1 | 1 – 0 | 2 – 0 | 1 – 2 | 2 – 0 |       | 1 – 2 | 0 – 1 | 1 – 1 | 2 – 4 | 0 – 3 | 0 – 4 | 1 – 3 | 0 – 2 | 0 – 1 | 3 – 1 | 0 – 2 | 5 – 0 |
| HVC                 | 4 – 1 | 1 – 2 | 2 – 1 | 1 – 0 | 3 – 1 | 3 – 0 | 2 – 0 | 1 – 1 | 5 – 0 | 2 – 1 | 4 – 0 |       | 1 – 0 | 2 – 2 | 3 – 2 | 0 – 0 | 5 – 1 | 0 – 2 | 0 – 0 | 2 – 2 | 2 – 3 | 2 – 0 | 2 – 0 |
| Limburgia           | 1 – 2 | 0 – 1 | 3 – 2 | 1 – 3 | 0 – 0 | 0 – 0 | 1 – 1 | 4 – 1 | 1 – 1 | 0 – 0 | 3 – 0 | 2 – 1 |       | 1 – 0 | 2 – 3 | 3 – 3 | 3 – 1 | 2 – 1 | 1 – 2 | 2 – 1 | 6 – 1 | 1 – 0 | 2 – 1 |
| NOAD                | 3 – 1 | 0 – 1 | 1 – 0 | 0 – 5 | 1 – 0 | 0 – 1 | 0 – 3 | 5 – 1 | 4 – 0 | 0 – 0 | 0 – 2 | 3 – 1 | 2 – 2 |       | 0 – 1 | 1 – 0 | 4 – 1 | 0 – 1 | 1 – 1 | 3 – 0 | 0 – 2 | 1 – 0 | 2 – 1 |
| PEC                 | 3 – 1 | 6 – 0 | 3 – 2 | 2 – 0 | 2 – 2 | 2 – 1 | 1 – 4 | 1 – 2 | 1 – 3 | 0 – 2 | 1 – 1 | 0 – 3 | 1 – 0 | 1 – 0 |       | 2 – 1 | 3 – 2 | 1 – 1 | 1 – 1 | 5 – 2 | 4 – 0 | 1 – 3 | 3 – 1 |
| Roda JC             | 4 – 1 | 5 – 0 | 3 – 0 | 1 – 1 | 3 – 1 | 1 – 1 | 1 – 1 | 1 – 0 | 4 – 0 | 1 – 0 | 2 – 0 | 0 – 0 | 0 – 0 | 1 – 1 | 2 – 1 |       | 3 – 2 | 1 – 1 | 2 – 2 | 2 – 2 | 1 – 0 | 2 – 0 | 4 – 1 |
| Tubantia            | 1 – 0 | 3 – 1 | 2 – 1 | 0 – 4 | 0 – 3 | 2 – 0 | 1 – 4 | 2 – 5 | 0 – 2 | 3 – 2 | 3 – 1 | 2 – 2 | 2 – 2 | 0 – 4 | 0 – 3 | 0 – 3 |       | 0 – 1 | 1 – 2 | 1 – 3 | 4 – 1 | 0 – 2 | 2 – 1 |
| Veendam             | 2 – 1 | 3 – 1 | 2 – 0 | 1 – 0 | 1 – 1 | 2 – 0 | 0 – 1 | 5 – 0 | 3 – 1 | 3 – 0 | 1 – 0 | 1 – 0 | 4 – 2 | 1 – 1 | 2 – 2 | 0 – 2 | 2 – 1 |       | 0 – 0 | 2 – 4 | 1 – 1 | 3 – 2 | 3 – 0 |
| FC VVV              | 2 – 0 | 2 – 0 | 3 – 0 | 3 – 2 | 0 – 0 | 5 – 0 | 1 – 4 | 5 – 0 | 1 – 0 | 4 – 2 | 3 – 0 | 2 – 2 | 1 – 3 | 2 – 2 | 0 – 1 | 0 – 2 | 5 – 0 | 3 – 2 |       | 1 – 1 | 1 – 0 | 2 – 1 | 5 – 1 |
| Wageningen          | 2 – 1 | 0 – 0 | 4 – 1 | 3 – 1 | 0 – 0 | 2 – 0 | 1 – 0 | 2 – 1 | 1 – 0 | 2 – 0 | 4 – 0 | 1 – 2 | 1 – 0 | 0 – 4 | 2 – 1 | 0 – 2 | 4 – 0 | 1 – 0 | 2 – 0 |       | 3 – 3 | 1 – 1 | 5 – 0 |
| Wilhelmina          | 1 – 3 | 0 – 5 | 2 – 1 | 0 – 1 | 1 – 1 | 2 – 0 | 0 – 3 | 4 – 0 | 0 – 0 | 3 – 1 | 4 – 1 | 3 – 7 | 2 – 1 | 2 – 2 | 0 – 1 | 1 – 2 | 3 – 1 | 1 – 1 | 1 – 4 | 0 – 2 |       | 2 – 2 | 8 – 1 |
| ZFC                 | 2 – 1 | 1 – 0 | 3 – 0 | 0 – 0 | 1 – 3 | 1 – 0 | 1 – 1 | 2 – 1 | 1 – 0 | 1 – 1 | 2 – 0 | 1 – 2 | 1 – 2 | 0 – 2 | 3 – 2 | 0 – 2 | 5 – 2 | 0 – 2 | 0 – 0 | 2 – 1 | 0 – 0 |       | 2 – 0 |
| Zwolsche Boys       | 0 – 2 | 0 – 4 | 0 – 2 | 1 – 0 | 1 – 1 | 0 – 2 | 1 – 4 | 1 – 3 | 1 – 2 | 0 – 0 | 0 – 1 | 0 – 3 | 1 – 1 | 1 – 3 | 0 – 1 | 0 – 1 | 0 – 3 | 1 – 3 | 1 – 2 | 0 – 3 | 1 – 1 | 0 – 2 |       |

## Nacompetitie

### Eindstand
| pos | club    | gs | w | g | v | pnt | dv | dt | ds |
| --- | ------- | -- | - | - | - | --- | -- | -- | -- |
| 1.  | HVC     | 2  | 1 | 1 | 0 | 3   | 5  | 1  | 4  |
| 2.  | Veendam | 2  | 1 | 1 | 0 | 3   | 3  | 1  | 2  |
| 3.  | Roda JC | 2  | 0 | 0 | 2 | 0   | 0  | 6  | -6 |

### Legenda
| Kleur | Kwalificatie voor               |
| ----- | ------------------------------- |
|       | Promotie naar de Eerste divisie |

### Uitslagen
|         | HVC   | RJC   | VEE   |
| ------- | ----- | ----- | ----- |
| HVC     |       |       | 1 – 1 |
| Roda JC | 0 – 4 |       |       |
| Veendam |       | 2 – 0 |       |

| Datum + plaats                                                                       | Wedstrijd         | Uitslag       | Scoreverloop                                                                                  |
| ------------------------------------------------------------------------------------ | ----------------- | ------------- | --------------------------------------------------------------------------------------------- |
| 11 juni 1967, Veendam, De Langeleegte 8.500 toeschouwers Scheidsrechter: Piet Roomer | Veendam – Roda JC | 2 – 0 (2 – 0) | 24' Jetze Pascal 1–0, 30' Henk Meuken 2–0                                                     |
| 18 juni 1967, Amersfoort, Birkhoven 12.000 toeschouwers Scheidsrechter: Jef Dorpmans | HVC – Veendam     | 1 – 1 (1 – 1) | 24' Hans van Empelen 1–0, 36' Piet van Dam 1–1                                                |
| 25 juni 1967, Kerkrade, Kaalheide 4.500 toeschouwers Scheidsrechter: Janus Aalbrecht | Roda JC – HVC     | 0 – 4 (0 – 1) | 29' Hans van Empelen 0–1, 67' Mosje Temming 0–2, 83' Mosje Temming 0–3, 88' Ab Ruitenbeek 0–4 |

## Topscorers
| #  | Naam             | Club       | Goal |
| -- | ---------------- | ---------- | ---- |
| 1. | Wietze Couperus  | Haarlem    | 33   |
| 1. | Bert Harmse      | Wilhelmina | 33   |
| 3. | Mosje Temming    | HVC        | 31   |
| 4. | Piet Hoeben      | Haarlem    | 29   |
| 5. | Rikkert La Crois | Veendam    | 25   |
| 6. | Frans Derix      | FC VVV     | 24   |
| 7. | Cees van Kooten  | Hermes DVS | 22   |
| 7. | Joop Schuman     | PEC        | 22   |
| 9. | Dick Beek        | Excelsior  | 21   |
| 9. | Jan Welles       | Tubantia   | 21   |

## Voetnoten
1956/57 · 
1957/58 · 
1958/59 · 
1959/60 · 
1960/61 · 
1961/62 · 
1962/63 · 
1963/64 · 
1964/65 · 
1965/66 · 
1966/67 · 
1967/68 · 
1968/69 · 
1969/70 · 
1970/71 · 
2016/17 · 
2017/18 · 
2018/19 ·
2019/20 ·
2020/21 ·
2021/22 ·
2022/23 ·
2023/24 ·
2024/25
AGOVV · Baronie · EDO · Excelsior · Fortuna · Gooiland · Haarlem · Heerenveen · Helmondia '55 · Hermes DVS · Hilversum · HVC · Limburgia · NOAD · PEC · Roda JC · Tubantia · Veendam · FC VVV · Wageningen · Wilhelmina · ZFC · Zwolsche Boys